# Pellegrino Antonio Orlandi
Pellegrino Antonio Orlandi OCarm (* 26. April 1660 in Bologna; † 18. November 1727 ebenda) war ein italienischer Autor und Kunsthistoriker. Bekannt ist er durch sein Abecedario pittorico (‚ABC der Malerei‘).
Orlandini war Mitglied des Karmeliten-Ordens und lebte im Kloster von San Martino in Bologna, wo er auch seinen gelehrten Studien nachging. Die erste Ausgabe seines Abecedario pittorico wurde 1704 in Bologna veröffentlicht. Es handelte sich um das früheste biographische Künstlerlexikon, das etwa viertausend Maler, Bildhauer und Architekten enthält. 1719 publizierte er eine korrigierte und erweiterte Neuausgabe, weitere erweiterte Ausgaben folgten nach seinem Tod.

## Schriften
- Abcedario Pittorico: Nel quale compendiosamente sono descritte le Patrie, i Maestri, ed i tempi, ne’ quali fiorirono circa quattro mila Professori di Pittura, di Scultura, e d’Architettura. Bologna 1704 (Digitalisat).
  - Abcedario Pittorico dall’autore ristampato corretto et accresciuto di molti professori. Bologna 1719 (Digitalisat).
  - Abcedario Pittorico. Dall’Autore ristampato, corretto, ed accresciuto di molti professori, e di altre notizie spettanti alla Pittura. Ed in quest’ultima Impressione con nuova, e copiosa Aggiunta di altri Professori. Florenz 1731.
- L’Abecedario pittorico. Dall’autore ristampato, corretto, ed accresciuto di molti professori e di altre notizie spettanti alla pittura, ed in quest’ultima impr. con nuova, e copiosa aggiunta di alcuni altri professori. Neapel 1733 (Digitalisat).
  - Abcedario Pittorico. In questa ed. corretto e notabilmente di nuove notizie accresciuto da Pietro Guarienti. Venedig 1753 (Digitalisat).
- Notizie degli scrittori bolognesi e dell’opere loro stampate e manoscritte. Bologna 1714
- Origine e progressi della stampa o sia dell’arte impressoria e notizie dell’opere stampate dall’anno 1457 sino all’anno 1500. Bologna 1722